# Karel Čapek
Karel Čapek  (Male Svatonjovice, 9. siječnja 1890. – Prag, 25. prosinca 1938.), češki pisac.
Školovao se u Brnu, Pragu, Berlinu i Parizu. Bio je doktor filozofije, novinar i pisac. Najznačajniji je prozaik između dva svjetska rata i najpoznatiji češki pisac izvan granica Češke. Prve književne radove pisao je i objavljivao zajedno s bratom Josefom. Samostalno je pisao priče, romane, drame, putopise, eseje, kozerije i feljtone.
Svjetsku slavu postigao je dramom »R.U.R.« (Rossumovi univerzální roboti, 1920.) kojom je uveo riječ robot i započeo niz utopističkih djela posvećenih problemu opasnosti od naglog razvitka tehničke civilizacije: »Tvornica Apsolutnoga«, »Krakatit« i »Rat s daždevnjacima«. Tim se djelima nametnuo se kao tvorac moderne znanstveno-fantastične književnosti. Bajke je počeo pisati za vrijeme Prvoga svjetskog rata, crpeći građu za njih iz narodnih predaja svoga rodnog kraja.
Napisao je jedanaest priča kojima se svrstao u osnivače moderne bajke. Za djecu je još napisao i knjigu »Dašenjka ili Život šteneta«, prema kojem je snimljen i crtani film, a s bratom Josefom dvije knjige: »Pripovijetke o psiću i mačkici« i »Dobro se svršilo ili debeli djedica, razbojnici i detektiv«. Poznato mu je djelo »Poštarska bajka« za djecu.
Također je napisao nekoliko knjiga o predsjedniku Masaryku (Pozivi s T. G. Masarykom, Tišina s T. G. Masarykom i Čitanje o T. G. Masaryku).